# Luigi da Porto

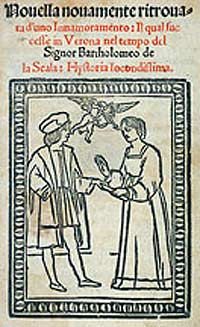
Romea a Julie od Luigiho da Porty

Luigi Da Porto (1485, Vicenza – 10. května 1529) byl italský spisovatel a historiograf, nejlépe známý jako autor novely Historia novellamente ritrovata di due giovani amanti (Nově nalezený příběh dvou urozených milenců). Tento příběh o Romeovi a Julii se později stal předlohou pro slavné drama Williama Shakespeara.

## Vznik a vydání novely
Da Porto napsal novelu ve své vile v Montorso Vicentino nedaleko Vicenzy před červnem 1524 a věnoval ji své sestřenici Lucině Savorgnanové. Její existence před rokem 1524 je doložena dopisem Pietra Bemba Luigimu Da Portovi z 9. června 1524. Román o 30 let později převzal Matteo Bandello.
Novela byla posmrtně a anonymně vydána kolem roku 1531 v Benátkách pod názvem Historia novellamente ritrovata di due nobili amanti (Nově nalezený příběh dvou urozených milenců). Původ příběhu dvou nešťastných milenců je sice sporný, ale Da Porto se pravděpodobně inspiroval povídkou Masuccia Salernitana s názvem Mariotto e Ganozza, která zavádí mnoho moderních prvků, jež se objevily i v Shakespearově dramatu.

## Možné zdroje inspirace
Část inspirace mohla pramenit z Da Portových vlastních zkušeností. Dne 26. února 1511, den před takzvaným Krutým tučným čtvrtkem v Udine, se zřejmě zamiloval do šestnáctileté (nebo starší) Luciny Savorgnan, která svým zpěvem okouzlila ples. V té době byly konflikty mezi furlanskými klany, i uvnitř nich, na kritickém bodě. Furlánská šlechta byla rozdělena na dvě frakce: „Zamberlani“ (podporující Benátskou republiku) a „Strumieri“ (podporující Německou říši). Mezi první z nich patřila rodina Monticoli (nebo Montecchi), vyhnaná z Benátska a uchylující se ve 14. století do Udine. I to mohlo autora inspirovat k myšlence postavit proti sobě rodiny Kapuletů a Monteků.
Navíc, stejně jako u nešťastných protagonistů novely, i lásce mezi Lucinou a Luigim značně bránilo rozdělení uvnitř samotné rodiny Savorgnanů: Da Porto měl velmi blízký vztah se svým strýcem Antoniem Savorgnanem, ale Antoniův vztah s Lucininým opatrovníkem Girolamem Savorgnanem byl bohužel napjatý. O několik let později, těžce zraněný a paralyzovaný po bitvách, Luigi napsal novelu ve své vile. Ačkoli se příběh odehrává ve Veroně, inspirací pro myšlenku dvou válčících rodin byly také dva hrady Montecchio Maggiore, které mohl vidět z okna své vily. Dílo věnoval Lucině, která se v té době provdala za Francesca Savorgnana, dalšího z Antoniových synovců.

## Děj a postavy
Da Porto zasadil děj do Verony (v té době strategicky důležitého města pro Benátky) za vlády signorie Bartoloměje I. della Scaly (1301–1304), ale z některých detailů se městská struktura více podobá Udine. Vytvořil jména Romea a Giulietty (později Julie) a také postavy Mercutia, Tybalta, mnicha Lorenza a Parise.